# La Genevroye
La Genevroye é uma comuna francesa na região administrativa de Grande Leste, no departamento de Haute-Marne. Estende-se por uma área de 2,83 km². Em 2010 a comuna tinha 33 habitantes (densidade: 11,7 hab./km²).